# Steinar Hoen
Steinar Breidsvoll Hoen (* 8. Februar 1971 in Oslo) ist ein ehemaliger norwegischer Leichtathlet, der im Hochsprung für den IK Tjalve in Oslo antrat. Bei einer Körpergröße von 1,92 m betrug sein Wettkampfgewicht 80 kg.
Nach Platz 12 bei den Junioreneuropameisterschaften 1989 und Platz 11 bei den Juniorenweltmeisterschaften 1990 wurde Hoen Vierzehnter bei den Weltmeisterschaften 1991. 1992 belegte er mit 2,23 Meter Platz 9 bei den Halleneuropameisterschaften. Mit der gleichen Höhe verpasste er bei den Olympischen Spielen 1992 den Einzug ins Finale. Es folgten Platz 9 mit 2,24 Meter bei den Leichtathletik-Hallenweltmeisterschaften 1993 und 2,20 Meter in der Qualifikation bei den Weltmeisterschaften 1993.
1994 belegte er mit 2,31 Meter den vierten Platz bei den Halleneuropameisterschaften in Paris. Bei den Europameisterschaften in Helsinki gewann Hoen mit 2,35 Meter vor dem Polen Artur Partyka und dem Briten Steve Smith. Die 2,35 Meter blieben Europameisterschaftsrekord bis Andrei Silnow 2006 in Göteborg 2,36 Meter überquerte.
Steinar Hoen belegte 1995 den vierten Platz bei den Hallenweltmeisterschaften in Barcelona und bei den Weltmeisterschaften in Göteborg. In Barcelona verpasste er mit 2,32 Meter Bronze bei gleicher Höhe zum drittplatzierten US-Amerikaner Tony Barton. In Göteborg lagen Partyka, Smith und Hoen mit 2,35 Meter gleichauf, Partyka gewann Bronze, Hoen und Smith wurden gemeinsam Vierte. Bei den Halleneuropameisterschaften 1996 in Stockholm überquerte Hoen 2,31 Meter und gewann Bronze. Bei den  Olympischen Spielen 1996 in Atlanta wurde Hoen mit 2,32 Meter Fünfter.
1997 wurde Hoen mit 2,25 Meter Achter bei den Hallenweltmeisterschaften in Paris. Bei den Weltmeisterschaften in Athen wurde er mit 2,32 Meter Vierter. Seine letzte internationale Endkampfplatzierung erreichte Hoen bei den Europameisterschaften 1998 in Budapest, wo er mit 2,30 Meter noch einmal Sechster wurde.
Hoen war Norwegischer Meister im Hochsprung 1991 und von 1993 bis 1998. Er stellte insgesamt neun norwegische Rekorde auf. Seine 1997 in Oslo aufgestellte Bestleistung hatte als Landesrekord auch am 26. August 2022 noch Bestand. Bereits 1994 hatte er in Balingen in der Halle 2,36 m überquert.